# Hydractiniidae
Hydractiniidae is een familie van neteldieren uit de klasse van de Hydrozoa (hydroïdpoliepen). 

## Geslachten
- Bouillonactinia Miglietta, McNally & Cunningham, 2010
- Clava Gmelin, 1788
- Clavactinia Thornely, 1904
- Cnidostoma Vanhöffen, 1911
- Fiordlandia Schuchert, 1996
- Hydractinia Van Beneden, 1844
- Hydrissa Stechow, 1922
- Hydrocorella Stechow, 1921
- Janaria Stechow, 1921
- Parahydractinia Xu & Huang, 2006
- Podocoryna M. Sars, 1846
- Schuchertinia Miglietta, McNally & Cunningham, 2010
- Stylactaria Stechow, 1921